# Pilemia halperini
Pilemia halperini là một loài bọ cánh cứng trong họ Cerambycidae.